# Bruno da Mota Miranda
Bruno da Mota Miranda oder kurz Bruno Mota (* 22. Mai 1995 in Curitiba) ist ein brasilianischer Fußballspieler.

## Karriere
Marçal durchlief die Nachwuchsabteilungen von SC Internacional und Athletico Paranaense und startete 2015 bei letzterem seine Profikarriere. Nach einem Jahr setzte er mit seinem Wechsel in die Türkei zum Erstligisten Gaziantepspor seine Karriere im Ausland fort.